# جواو كارلوس دوس سانتوس
جواو كارلوس دوس سانتوس (بالبرتغالية: João Carlos dos Santos‏) (مواليد 10 سبتمبر 1972) هو لاعب كرة قدم. يلعب مع منتخب البرازيل لكرة القدم منذ عام 1999.

## وصلات خارجية
- جواو كارلوس دوس سانتوس على موقع الاتحاد الدولي (مؤرشف)  (الإنجليزية)
- جواو كارلوس دوس سانتوس على موقع الاتحاد الأوربي (الإنجليزية)
- جواو كارلوس دوس سانتوس على موقع رابطة كرة القدم اليابانية للمحترفين (اليابانية)
- جواو كارلوس دوس سانتوس على موقع قاعدة بيانات كرة القدم.إي يو (الإنجليزية)
- جواو كارلوس دوس سانتوس على موقع ناشيونال فوتبول تيمز (الإنجليزية)
- جواو كارلوس دوس سانتوس على موقع Soccerway.com (الإنجليزية)
- جواو كارلوس دوس سانتوس على موقع عالم كرة القدم.نت (الإنجليزية)

- National Football Teams